# Yaacov Trope
Yaacov Trope (* 17. Juni 1945) ist ein US-amerikanischer Psychologe. Er ist Professor an der New York University.

## Leben
Trope studierte Psychologie und Soziologie an der Universität Tel Aviv (B.A., 1970). Danach studierte er Sozialpsychologie an der University of Michigan (M.A., 1972 und Ph.D., 1974). Bis 1989 lehrte er an der Hebräischen Universität Jerusalem (seit 1984 als Professor). Von 1990 bis 1998 war er Professor an der Universität Tel Aviv, seit 1990 zudem an der New York University. Gastprofessuren hatte er an der University of Toronto (1979–1980), der University of Michigan (1980), der New York University (1983) und der Princeton University (1983) inne. 2012 wurde er in die American Academy of Arts and Sciences gewählt.
Trope ist verheiratet und hat drei Kinder.

## Arbeit
Tropes Forschungsgebiete sind erstens der Einfluss psychologischer Distanz auf die Repräsentation von Objekten und auf sie bezogene Vorhersagen, Bewertungen und Entscheidungen. Sein zweites Forschungsinteresse gilt Prozessen der Selbstkontrolle. Drittens beschäftigt Trope sich mit dem Unterschied zwischen analytischem und assoziativem Denken sowie dem Einfluss von Affekten und Wünschen auf Entscheidungen.